# Luis Gerardo Núñez
Luis Gerardo Núñez (Valencia, Estado Carabobo, 21 de abril de 1961) es un actor y cantante venezolano.

## Biografía
Se inició en el mundo de las telenovelas venezolanas en la década de los 80, al participar en la telenovela Amor de Abril.
En 1989 interpreta el personaje de Julio César en la telenovela La Revancha con Rosalinda Serfaty y Jean Carlo Simancas, en esta telenovela interpreta a un humilde pescador de nobles sentimientos; posteriormente ese mismo año participa en Fabiola, pero no es sino en 1991 cuando demuestra su gran talento al interpretar al malvado Roberto Suárez en Inés Duarte, secretaria; a lo largo de los años 90 continúa participando en telenovelas venezolanas, siendo en 1998 en que actúa fuera de Venezuela en la telenovela mexicana Rencor apasionado.
En 1999 regresa a la televisión venezolana realizando un papel de importancia en la telenovela Carita pintada, donde formaba pareja con la actriz Elluz Peraza; continúa actuando en telenovelas venezolanas, en papeles más maduros; siendo el personaje de Marcos en la telenovela La mujer de Judas uno de los más importantes en esta nueva etapa de su carrera, aquí hace pareja con Astrid Carolina Herrera y su personaje es el de un hombre sediento de venganza por la muerte de su hermano.
En cine ha aparecido en God Only Knows junto a Ethan Wayne, el hijo menor de John Wayne.

## Telenovelas
- Toda una dama, (2007-2008) - Vicente Trujillo
- Por todo lo alto, (2006) - Arturo Alcántara
- ¡Qué buena se puso Lola!, (2004) - Max Rodríguez
- La Cuaima, (2003-2004) - Basilio Alvarenga
- La mujer de Judas, (2002) - Marcos Rojas Paúl
- Juana, la virgen, (2002) - Alfonso
- La soberana, (2001) - Ramón Linares
- Mis 3 hermanas, (2000) - Jorge Ignacio Montero
- Carita pintada, (1999-2000) - Martín Sucre
- Aunque me cueste la vida, (1998-1999) Alejandro
- Rencor apasionado, (1998) - Gabino Sánchez
- Todo por tu amor, (1997) - Simón Villalobos
- Pecado de amor, (1995-1997) - Carlos Bustamante
- La hija del presidente, (1994) - Ariel Santana
- Macarena, (1992-1993) Ramón "Ramuncho"
- Mundo de fieras, (1991-1992) - Valentín Velasco
- Inés Duarte, secretaria, (1990-1991) - Roberto Suárez
- La revancha, (1989) - Julio César Arroyo
- Fabiola, (1989) - Henry
- Amor de Abril, (1988)
- La encantada, (1988)